# World Games 1989
Die 3. World Games 1989 fanden in der Zeit vom 20. bis zum 30. Juli 1989 in Karlsruhe statt. An den Wettkämpfen der 19 Sportarten nahmen 1965 Sportler teil. Es waren die ersten World Games in Deutschland.

## Sportarten
Es wurden Wettkämpfe in 19 offiziellen Sportarten austragen. Neu im Programm war dabei Rollschnelllauf. Zum ersten und einzigen Mal war Kunstradfahren im Programm vertreten.
- Bodybuilding
- Bowling
- Faustball
- Feldbogenschießen
- Flossenschwimmen
- Inline-Speedskating
- Karate
- Korfball
- Kunstradfahren
- Netball
- Pétanque
- Powerlifting
- Rettungsschwimmen
- Rollhockey
- Rollkunstlauf
- Taekwondo
- Tauziehen
- Trampolin
- Tumbling
- Wasserski

### Demonstrationssportarten
- Aikidō
- Bahnengolf
- Bumerang
- Ultimate
- Triathlon